# Айвове
Айво́ве (до 1948 року — Ефендіко́й, крим. Efendiköy) — село в Україні, у Бахчисарайському районі Автономної Республіки Крим. Підпорядковане Тінистівській сільській раді. Населення — 491 особа.

## Географія
Айвове розташоване на заході району, біля нижньої течії річки Кача, по обох берегах, на лівому схилі долини, у гирлі балки Зелінська. Село лежить поблизу шосе (0,5 км південніше) Т 0101 Бахчисарай — Орлівка, за 7 кілометрів від берега Чорного моря. До Бахчисарая від села приблизно 17 кілометрів, там же знаходиться найближча залізнична станція. Сусідні села: Суворове за 200 метрів і Тінисте за 2 км.

## Назва
Історична назва села Ефендіка. Ефенді (крим. efendi) — слово грецького походження, означає «пан», «джентльмен», а також використовується як ввічливе звернення до людини, імені якого не знаєш (певний аналог українського «добродію»), у кримськотатарській мові використовується в основному як звернення до вчених, освічених людей, зокрема священнослужителів. Кой (крим. köy) означає «село». Є версія, що назва походить від імовірно похованого в дюрбе вченого Хусейна Ефенді.

## Історія
Станом на 1886 у селі Ефендікой Дуванкойської волості Сімферопольського повіту Таврійської губернії мешкало 87 осіб, налічувалось 11 дворових господарства, існувала мечеть.

Перші відомості про село, тоді називалося Качі, відносяться до 1666 року і містяться в Книзі подорожей Евлії Челебі, де йому присвячена окрема глава. Як мандрівник (схильний, втім, до перебільшень) описує село:
Це село на березі річки Качі, з трьома сотнями будинків, садами і виноградниками, з двома древніми мечетями, з однією лазнею, одним заїжджим двором. Вона схожа на красиве касаба.
Там же згадується про текіє дервішій Хизр-ефенді, що проіснувало до початку XX століття, від якого, мабуть і сталася згодом назва села — Ефендікою.
Текіє Хізр-ефенді вважалося одним із чотирьох найбільш значних у Криму; дотепер збереглася єдина споруда: купольний мавзолей, квадратний у плані. У часи Кримського ханства Ефендікою адміністративно входив в Качі Беш Пареси кадилик Бахчисарайського каймакамства, туди ж записано три села Ефендий-киой у Камеральному описі Криму 1784 року. Річ у тому, що записуючи на слух незнайомі татарські назви, писарі часто спотворювали їх.
У Російської імперії, з 8 лютого 1784 року, Ефендікою був приписаний до Сімферопольському повіту Таврійської області, за царювання Павла I (1796–1802 роками) — в Акмечетський повіт Новоросійської губернії.
Із 8 (20) жовтня 1802 року — у складі Актачинської волості Таврійської губернії.
За відомостями 1805 року, у нім було 20 дворів, у яких проживали 83 кримські татари. Землі у села, що залишилися після виїзду господарів у Османську Туреччину, були передані деяким майорові Казиєву і прапорщикові Папалекси.
Населення Ефендікоя довго залишалося практично постійним — в 1817 році на карті значаться ті ж 20 дворів. У 1829 року, у результаті реформи адміністративного поділу губернії, Ефендікою приписали до Дуванкойської волості, у складі якої село перебувало до радянських реформ 1920-х років.
У 1842 році топографи записали (мабуть, за результатами VIII ревізії) 21 двір. У «Списку населених місць Таврійської губернії за відомостями 1864 р». в Ефендікої записані 7 дворів, але 100 жителів і діюча мечеть, на карті 1865 року відмічені 5 дворів, а на карті 1890 року показані 18 дворів з кримськотатарським населенням, хоча в підсумках Х ревізії 1887 року записаний 33 двори з 147 жителями.
Згідно з «Пам'ятною книжкою Таврійської губернії на 1892 рік», у селі Ефендікої, що входило в Калимтайську сільську громаду, був 101 житель в 13 домогосподарствах на власній землі, причому 6 десятини і 1642 кв. сажені належало 9 домогосподарствам, 4 були безземельні.
У Статистичному довіднику Таврійської губернії. Ч.1-я. Статистичний нарис, випуск шостий Сімферопольський повіт, 1915 р. в Дуванкойській волості Сімферопольського повіту значаться село Ефендікій і 13 приписаних до неї приватних хуторів.
На 1926 рік, згідно зі Списком населених пунктів Кримської АРСР за Всесоюзним переписом 17 грудня 1926 р., за новим адміністративним поділом, Ефендикій відносився до Бахчисарайського району, а саме село було приписане до Колимтайської сільради.
Під час Німецько-радянської війни через Ефендикій проходила перша лінія оборони Севастополя в грудні 1941 року, на початку першого штурму міста, село неодноразово переходило з рук в руки. Звільнений від нацистів Ефендикій 14 квітня 1944 року, а вже 18 травня 1944 року, згідно з Постановою ГКО № 5859 від 11 травня 1944 року. Майже усі жителі села були вислані до Середньої Азії, у порожні будинки завезли колгоспників з Орловської і Брянської областей.
18 травня 1948 року, згідно з указом Президії Верховної ради РРФСР, село Ефендикій було перейменоване в Комсомольське, а пізніше, між 1954 і 1968 роками Указом Президії Верховної Ради України, назву змінили на Айвове.

## Динаміка чисельності населення
- 1805 рік — 83 чол. (усі кримські татари)
- 1817 рік — 20 будинків
- 1842 рік — 21 будинків
- 1864 рік — 100 чол.
- 1887 рік — 147 чол.
- 1892 рік — 101 чол.